# Gaston Floquet
Achille Marie Gaston Floquet (* 15. Dezember 1847 in Épinal; † 7. Oktober 1920 in Nancy) war ein französischer Mathematiker.

## Leben
Floquet besuchte das Lycée Louis-le-Grand in Paris und studierte ab 1869 an der École normale supérieure in Paris, unterbrochen vom Wehrdienst im Deutsch-Französischen Krieg 1870/71 als Leutnant. 1873 schloss er sein Studium ab und wurde Mathematik-Lehrer am Lyzeum in Belfort. 1875 erhielt er seine Agrégation in Mathematik und wurde Professor am Lyzeum in Angers und 1876 in Clermont-Ferrand. 1878 wurde er Maître de conférences an der Universität Nancy und 1879 wurde er an der Sorbonne promoviert (Sur la théorie des équations différentielles linéaires). Im selben Jahr wurde er Professor an der Universität Nancy und hatte ab 1880 den Lehrstuhl für reine Mathematik und Analysis.
Er befasste sich vor allem mit der Theorie gewöhnlicher Differentialgleichungen (siehe Satz von Floquet), publizierte aber auch über Astronomie und Mechanik.